# Hirschbach (Dolna Austria)
Hirschbach – gmina targowa w Austrii, w kraju związkowym Dolna Austria, w powiecie Gmünd, w rejonie Waldviertel. Według Austriackiego Urzędu Statystycznego liczyła 572 mieszkańców (1 stycznia 2014).